# Битка на Дрини (1876)
Битка на Дрини (вођена 3. јула-15. септембра 1876), једно од ратишта првог српско-турског рата (1876-1877).

## Позадина
Србија је објавила рат Турској 30. јуна 1876, пошто су мобилизација, концентрација и стратегијски развој српске народне војске успешно извршени. Укупно је мобилисано 162 батаљона пешадије, 36 батерија, 21 ескадрон коњице (око 124.000 људи и 160 топова) оперативне војске, уз још око 5.000 добровољаца. Српске снаге биле су подељене на четири одвојена ратишта: Моравска војска (71 батаљон, 17 батерија и 15 ескадрона) имала је задатак да напредује долином Јужне Мораве и заузме Ниш, Тимочка војска (34 батаљона, 6 батерија и 2 ескадрона) имала је да продре у Бугарску, Ибарска војска (32 батаљона, 6 батерија и 2 ескадрона) имала је да продре у Санџак и заузме Нови Пазар и Сјеницу, док је Дринска војска требало да брани границу на Дрини.

### Дринска војска
Дринска војска, под командом генерала Ранка Алимпића, била је у тренутку објаве рата окупљена код Лешнице. Састојала се од 11 батаљона пешадије, 4 батерије, 2 ескадрона, једног инжињеријског батаљона и Добровољачког корпуса. Добровољачки корпус формиран је 14. маја 1876. у Шапцу од добровољаца из Босне и Херцеговине, Црне Горе, Војводине и Македоније, а у његовом саставу налазио се и одред Италијана-Гарибалдинаца, међу којима је било и Француза, Немаца, Чеха, Белгијанаца и Норвежана. Пред почетак операција српска Врховна команда одлучила је да Дринска војска предузме офанзиву према Бијељини.

## Ратне операције
Дринска војска је 3. јула прешла Дрину преко Бујуклића аде и, после безуспешног напада на Бијељину, повукла се на десну обалу. Посада из села Црна Бара заузела је ноћу 4/5. јула Босанску Рачу и онемогућила турском гарнизону у Бијељини даље снабдевање из Аустрије. Због тога је турски гарнизон покушао 5. јула да поврати Босанску Рачу, али га је Дринска војска дочекала код села Међаша и у седмочасовном боју одбацила према Бијељини, а затим утврдила Босанску Рачу и положаје код села Попова. Турске снаге из Бијељине (око 10.000 низама, редифа и башибозука) поново су напале 20. јула главнину Дринске војске, али су у трочасовном боју на реци Старачи одбијене и делом гоњене. Поред тога Турци су до 12. августа извели више безуспешних напада на Мали Зворник, Љубовију, радаљска утврђења, Руњеву главицу, Сакар и Шепак. Ради пресецања турске везе између Бијељине и Брчког и дизања народа на устанак, командант Дринске војске упутио је у позадину турских снага код Бијељине два батаљона пешадије и пола брдске батерије, који су се после борбе с јачим турским снагама 10. августа на Јањару повукли на полазни положај. Веће борбе вођене су са Турцима 12. августа на Бујуклића ади, код села Батковића 6-8. септембра и код Малог Зворника 12. септембра. Пошто су Турци у међувремену ојачали своје снаге у Бијељини, Дринска војска се, по одобрењу Врховне команде, повукла ноћу 14/15. септембра на десну обалу Дрине.